# Monica Holmberg
Monica Holmberg är en tidigare svensk landslagsspelare i handboll. Hon spelade som kantspelare.

## Klubblagskarriär
Monika Holmberg spelade för Kvinnliga IK Sport i Göteborg hela sin klubbkarriär. Monika Holmberg nämns i dagspressen första gången 1962 i samband med en landslagsuttagning. 1963 spelar hon SM-final i utomhushandboll mot IK Bolton och förlorar med 2-5. Holmberg gör båda målen för Sport i finalen. Året efter vinner hon SM både inom och utomhus.  Hon tillhörde Sports bättre spelare under hela 1960-talet. men det dröjde ända till 1969 innan hon vann sitt andra SM-guld inomhus med Sport. Hon vann sina sista två SM-guld inomhus med Sport inomhus 1971 och 1972. Förutom de fyra gulden inomhus har hon vunnit 5 utomhus.

## Landslagskarriär
Monoika Holmberg debuterade i landslaget den 3 november 1962 i Lidköping mot Norge i en förlustmatch. Norge vann med 10 mot 8. Hon spelade enligt den nya statistiken 44 matcher och gjorde 42 mål i landslaget. Sista landskampen spelade hon i Eslöv den 13 december 1970 mot Polen. Sista matchen slutade oavgjord 9-9. Av hennes 44 landskamper förlorades 35 och bara 7 vanns, vilket berättar att Sverige var långt ifrån eliten inom damhandbollen dessa år på 1960-talet. Enligt den gamla statistiken spelade hon 50 landskamper. Troligen har hon också spelat några landskamper utomhus, som inte finns med i den nya statistiken.